# Ankylosauria
Ankylosauria (Ankilosauri) je infrared dinosaura biljojeda iz reda Ornithischia. U ovu grupu spada velika većina dinosaura sa štitom u obliku koštanih osteoderma. Ankilosauri su bili masivno građeni četveronošci s kratkim i snažnim udovima. Prvi su se put pojavili u razdoblju rane jure u Kini i preživjeli su do kraja krede. Njihovi su ostaci otkriveni na svakom kontinentu osim u Africi. Prvi dinosaur ikada otkriven na Antarktici bio je ankilosaur Antarctopelta, čiji su fosilni ostaci pronađeni na Rossovom otoku 1986. godine.
Ankilosaure je prvi opisao Henry Fairfield Osborn 1923. godine. U sustavu znanstvene klasifikacije, ova se grupa obično smatra podredom ili infraredom. Nalazi se u grupi Thyreophora, u koju još spadaju i stegosauri, oklopljeni dinosauri s koštanim pločama i bodljama na leđima.

## Klasifikacija
Ankylosauria se dijeli na dvije porodice, Nodosauridae (nodosauride) i Ankylosauridae (ankilosauride). Velika razlika između ove dvije porodice je ta da je većina ankilosaurida (osim "polakanata") imala koštanu toljagu na kraju repa, koja je nedostajala kod nodosaurida.
Nodosauridi su imali uske glave i često su bili opremljeni velikim bodljama na tijelu. U ovu porodicu tradicionalno spadaju Nodosaurus, Edmontonia i Sauropelta.
Polakanti, grupa koja se ponekada svrstava u vlastitu porodicu, nekada su se svrstavali u Nodosauridae, zbog toga što nisu imali toljagu na repu. Nedavno je otkriveno da su bili srodniji ankilosauridima i da su, prema većini kladističkih definicija, pripadnici te porodice. U polakante spadaju, između ostalih, Hylaeosaurus, Polacanthus i Mymoorapelta. Mišljenja o ovoj grupi variraju od toga da pripadaju vlastitoj porodici, Polacanthidae, različitoj od ostale dvije, do toga da su oni potporodica unutar ankilosaurida.
Tradicionalni ankilosauridi potječu iz razdoblja kasne krede. Bili su šireg trupa i imali su čak i okoštale očne kapke. Veliku toljagu na kraju repa možda su koristili u obrani (zamahivali su njome prema grabežljivcima) ili za udvaranje. U ovu porodicu spadaju Ankylosaurus, Euoplocephalus i Pinacosaurus.
Godine 1997. Carpenter definirao je kladus Ankylosauria kao sve tireofore srodnije Ankylosaurusu nego Stegosaurusu (definicija koju danas slijedi većina paleontologa, uključujući i Serenoa, 2005.). Na temelju ove definicje primitivni oklopljeni dinosaur Scelidosaurus, koji je samo neznatno srodniji ankilosauridima od stegosaurida, svrstan je infrared Ankylosauria. Po otkriću Bienosaurusa, Dong Zhiming (2001.) je uspostavio porodicu Scelidosauridae za oba ova primitivna ankilosaura.

### Taksonomija
Pojednostavljena inačica jedne od mogućih klasifikacija:
- Red Ornithischia
  - Podred Thyreophora
    - Infrared Ankylosauria
      - Porodica Scelidosauridae
        - Bienosaurus
        - Scelidosaurus

      - Antarctopelta
      - Minmi
      - Porodica Ankylosauridae
        - Potporodica Ankylosaurinae
        - ?Potporodica Polacanthinae

      - Porodica Nodosauridae

## Razmnožavanje
U znanstvenoj literaturi dokumentiran je i fosil ankilosaura koji je najvjerojatnije bio mladunac.